# اچ‌ام‌آی‌اس سوتلی (یو۹۵)
اچ‌ام‌آی‌اس سوتلی (یو۹۵) (به انگلیسی: HMIS Sutlej (U95)) یک کشتی بود که طول آن ۲۹۹ فوت ۶ اینچ (۹۱٫۲۹ متر) بود. این کشتی در سال ۱۹۴۰ ساخته شد.